# Dragons (gioco)
Dragons è un gioco che simula combattimenti aerei tra draghi e loro cavalieri. Il gioco è stato disconosciuto dall'autore, in quanto pesantemente rimaneggiato dall'editore senza la sua approvazione.

## Svolgimento del gioco
Il gioco è stato descritto come "prendi Dungeons & Dragons, Blue Max, MechWarrior e mischiali".
Il gioco si svolge su una mappa esagonale, ogni drago ha una propria scheda di caratteristiche.

## Edizioni
Del gioco è stata fatta un'unica edizione, in gran parte rimasta invenduta. La casa editrice è fallita poco tempo dopo.

## Riconoscimenti
- Best of Show (1994)